# Julio Pinedo
Pour les articles homonymes, voir Pinedo.
Julio Pinedo, né le 19 février 1942 à Mururata (Bolivie), est le roi cérémoniel de la communauté afro-bolivienne depuis 1992.

## Biographie
Julio Pinedo est né le 19 février 1942 dans la ville de Mururata, dans la province de Nor Yungas, en Bolivie. Au cours de l'année 1992, il est proclamé roi des Afro-Boliviens par sa communauté après le décès de sa mère la reine Aurora, elle-même fille du roi Bonifacio (mort en 1954). Le 3 décembre 2007, la Constitution bolivienne reconnaît officiellement le titre de Julio Pinedo, qui est couronné une seconde fois à La Paz,. 
En tant que roi, il est le médiateur privilégié pour les conflits qui peuvent survenir au sein de la communauté et est consulté sur toutes les questions pertinentes qui affectent le peuple afro-bolivien,. Dépourvu de toute liste civile, il mène une vie de simple paysan et cultive son champ de coca, tandis que son épouse tient une petite épicerie.

## Titres et honneurs

### Titulature
- Depuis le 18 avril 1992 : Sa Majesté Don Julio Ier, roi des Afro-Boliviens[2].

### Distinctions
- Communauté afro-bolivienne : Grand-maître de l'ordre royal du Mérite.